# Friedrich Reinshagen
Friedrich Reinshagen (* 30. März 1784 in Radevormwald nach anderer Quelle auch Kirberg bei Dorp, Kreis Solingen; † 24. Dezember 1854 in Gummersbach) war ein preußischer Verwaltungsbeamter, Bürgermeister von Gummersbach und Bergneustadt sowie Landrat der Kreise Homburg, Gimborn und des aus diesen vereinigten Kreis Gummersbach.

## Leben
Der Protestant Friedrich Reinshagen wurde als Sohn des Johann Reinshagen und der Sara geb. Rittershausen geboren. Über seine Ausbildung liegen keine Nachrichten vor. Im Jahr 1813 ist Reinshagen Divisionschef der Präfektur Dillenburg im Sieg-Département. Nach dem Zusammenbruch der Napoleonischen Herrschaft wird er 1814 zunächst als Verwalter des Munitions-Armatur- und Montierungs-Magazins der Oranien-Nassauischen Truppen erwähnt, bevor er noch im selben Jahr Bürgermeister in Gummersbach und zugleich bis 1817 in Bergneustadt wurde. Ab 1819 war er unter dem Gimborner Landrat Franz Garenfeld Kreissekretär und führte nach dessen Tod im Auftrag der Regierung Köln von September 1824 bis zum 25. März 1825 auch in Personalunion die von diesem bislang geleiteten Kreise Gimborn und Homburg. Während seiner Verwaltung wurden die Kreise am 17. Februar 1825 zu dem Kreis Gummersbach vereinigt, in dessen namengebendem Hauptort sich bereits seit 1819 ihr Verwaltungssitz befand. Reinshagen übernahm noch zwei weitere Male auftragsweise das Landratsamt des Kreis Gummersbach. Zuerst nach der Dienstunfähigkeit des Landrats Karl Ernst von Ernsthausen, vom 25. März bis zum September 1847 und dann nochmals von Anfang 1849 bis zum 30. September 1850. Er verstarb im Dienst.

## Familie
Zweimal schritt Friedrich Reinshagen zur Ehe. Er heiratete am 1. Dezember 1810 in Siegen Eleonore Friderica Pfitzer (* 12. Juli 1790 in Dillenburg; † vor August 1835). Am 31. August 1835 vermählte er sich in Siegen mit deren jüngere Schwester Maria Elisabeth Pfitzer (* um 1798; † 21. Oktober 1876 in Niederseßmar). Seine Schwiegereltern waren Johann Georg Pfitzer (* 5. April 1756 in Maulbronn), Gasthofbesitzer zum goldenen Löwen, Stadtrat und erster preußischer Posthalter in Siegen und Anna Catharina Pfitzer, geb. Stahlschmidt.